# Magnolia cespedesii
Magnolia cespedesii är en magnoliaväxtart som först beskrevs av José Jéronimo Triana och Jules Émile Planchon, och fick sitt nu gällande namn av Rafaël Herman Anna Govaerts. Magnolia cespedesii ingår i släktet Magnolia och familjen magnoliaväxter. Inga underarter finns listade i Catalogue of Life.